# Замен-Рынья
Замен-Рынья (бел. Замен-Рыння) — деревня в Щедринском сельсовете Жлобинского района Гомельской области Белоруссии.

## География
В 32 км на юго-запад от Жлобина, 25 км от железнодорожной станции Красный Берег (на линии Бобруйск — Жлобин), 129 км от Гомеля,
На западной окраине мелиоративный канал. На юго-востоке республиканский ландшафтный заказник «Выдрица».

## История
По письменным источникам известна с XIX века как околица в Бобруйском уезде Минской губернии. В 1845 году на кладбище была построена католическая часовня, в которой несколько раз в год проводились богослужения. Часовня была закрыта в 1864 году вследствие репрессий после поражения восстания 1863—1864 года. Колокола и утварь были перевезены в костел в бобруйской крепости (сгорел в 1885 году). Согласно переписи 1897 года находилась часовня, в Степовской волости Бобруйского уезда. В 1903 году 360 католиков Замен-Рыньи подали прошение на восстановление богослужений.
В 1857 году в составе казённого поместья Грабье. В 1876 году дворянин Збаромирский владел 83 десятинами земли.
В 1922 году в наёмном доме открыта школа. В 1925 году в Дворищанском сельсовете Паричского района. В 1929 году создана кузница и организован колхоз «Ясный Луч», организатор и первый председатель колхоза Рынейский Николай, репрессирован по подозрению в шпионаже на Польшу, в 1937 расстрелян в Бобруйске, реабилитирован посмертно. Во время Великой Отечественной войны оккупанты создали в деревне опорный пункт, разгромленный партизанами в августе 1943 года. В июне 1944 года в деревне размещался полевой госпиталь советских войск. 8 жителей погибли на фронте. Согласно переписи 1959 года в составе колхоза имени В. И. Ленина (центр — деревня Дворище).

## Население

### Численность
- 2004 год — 15 хозяйств, 17 жителей.
- 2009 год — 10 жителей.

### Динамика
- 1857 год — 7 дворов, 77 жителей.
- 1897 год — 61 двор, 365 жителей (согласно переписи).
- 1925 год — 83 двора.
- 1959 год — 137 жителей (согласно переписи).
- 2004 год — 15 хозяйств, 17 жителей.
- 2009 год — 10 жителей.

## Транспортная сеть
Транспортные связи по просёлочной, а затем автомобильной дороге Бобруйск — Гомель. Планировка состоит из прямолинейной улицы, ориентированной с юго-востока на северо-запад и застроенной редко деревянными усадьбами.